# 도쿄 공항 교통
도쿄 공항 교통 주식회사(東京空港交通株式会社, Airport Transport Service)는 일본의 공항버스를 운영하는 버스 운수 회사로, 본사는 도쿄도에 있다.
ATS 작용 서비스를 지역에 주요한 도쿄도 공항버스를 이용하고 있다. 나리타 국제공항과 도쿄 국제공항을 연결하는 순환버스로, 660버스, 나리타 550버스를 상업되었다.

## 주요 버스 노선

### 나리타 국제공항
- 도쿄 Y-CAT 터미널
- 도쿄역, 니혼바시
- 이케부쿠로
- 메지로, 쿠단, 고라쿠엔
- 히비야
- 아카사카
- 시부야
- 타케시바, 쿠단, 고라쿠엔
- 신요코하마
- 미나미오사와역, 케이오 타마센터 역
- 타치카와
- 신주쿠
- 긴자, 시오도메
- 아사쿠사, 긴시쵸
- 요코하마 시티에어 터미널
- 도쿄 국제공항
- 미나토토라이
- 하치오지
- 롯폰기

### 도쿄 국제공항 (하네다 공항)
- 신주쿠
- 오다이바
- 도쿄 시티 에어 터미널 (Y-CAT)
- 롯폰기
- 시부야
- 키사라츠
- 시바
- 아카사카
- 나리타 국제공항
- 신우라야스
- 타카오, 하지오지, 히노
- 에비스, 시나가와
- 도쿄 디즈니리조트
- 오오미야